# Musikjahr 1872
Liste der Musikjahre

◄◄ | ◄ | 1868 | 1869 | 1870 | 1871 | Musikjahr 1872 | 1873 | 1874 | 1875 | 1876 | ► | ►►

Weitere Ereignisse
Dieser Artikel behandelt das Musikjahr 1872.

## Ereignisse

### Spielstätten
- 22. Mai: In Bayreuth erfolgt durch Richard Wagner die Grundsteinlegung für das Festspielhaus. Aus diesem Anlass dirigiert Wagner Ludwig van Beethovens 9. Sinfonie im Markgräflichen Opernhaus.
- 15. September: Das von den Architekten Ferdinand Fellner dem Älteren und Ferdinand Fellner dem Jüngeren für eine private AG des Journalisten Max Friedländer und des Theaterautors und -leiters Heinrich Laube erbaute Wiener Stadttheater wird mit Schillers Demetrius in einer Bearbeitung Laubes eröffnet.
- 13. Oktober: Das Finnische Nationaltheater wird in Pori ins Leben gerufen.

### Ausbildung und Museen
- 20. Februar: Das Metropolitan Museum of Art wird in New York City eröffnet.
- Im Londoner Stadtteil Marylebone wird von Henry George Nonavia Hunt das Trinity College of Music gegründet.

### Instrumentalmusik
- Johann Strauss (Sohn): Walzer-Bouquet No 1 (ohne op. Zahl) Uraufführung am 12. Juli 1872 in der Academy of Music in New York City; Russische Marsch-Fantasie op. 353; Im russischen Dorfe musikalische Fantasie op. 355
- 01. Oktober: Die Tragödie L’Arlésienne von Alphonse Daudet hat ihre Uraufführung im Pariser Théâtre du Vaudeville. Das Stück selbst wird ein Misserfolg, aber die Bühnenmusik von Georges Bizet wird vom Pariser Publikum als außergewöhnlich gelungen anerkannt, so dass er eine Orchestersuite aus einigen Stücken zusammenstellt, die großen Beifall findet. In dieser Form erklingt die L’Arlésienne-Suite Nr. 1 erstmals im Rahmen eines von Jules Pasdeloup veranstalteten Konzertes in Paris am 10. November.
- Antonín Dvořák:  1. Klavierquintett fertiggestellt. Uraufführung 1877.
- August Klughardt: Sinfonie Nr. 1 d-Moll op. 27
- Camille Saint-Saëns: Celloskonzert Nr. 1 c-Moll op. 33
- Pjotr Iljitsch Tschaikowski:  2. Sinfonie fertiggestellt, Uraufführung 1873; Musik zum Schauspiel Der Barbier von Sevilla von Beaumarchais
- Charles Gounod: Les deux reines (Schauspielmusik)

### Musiktheater

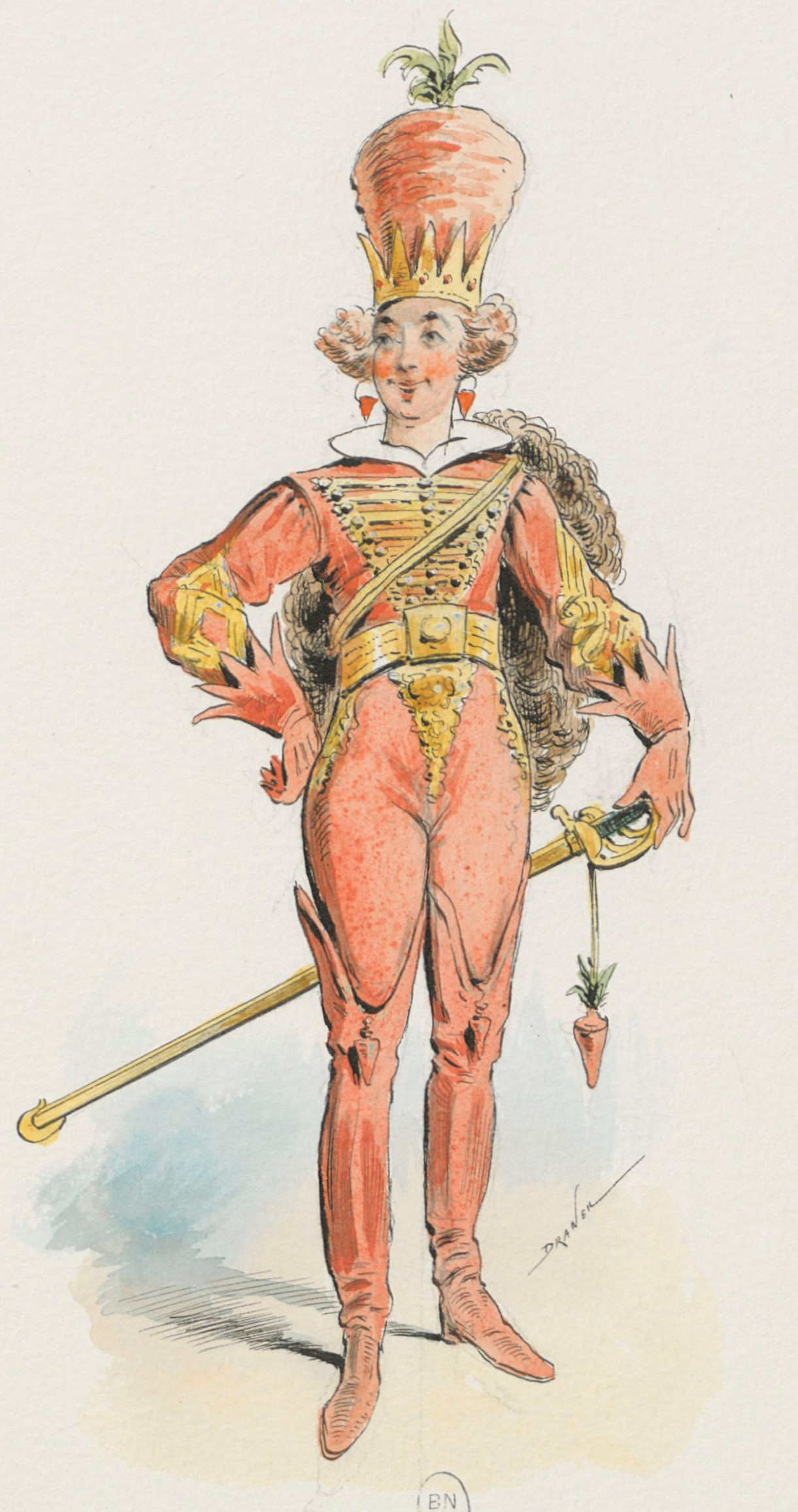
Roi Carotte 1872

- 15. Januar: Die Uraufführung der komischen Oper Le roi Carotte von Jacques Offenbach mit einem Libretto von Victorien Sardou nach dem Märchen Klein Zaches genannt Zinnober und der Erzählung Die Königsbraut von E. T. A. Hoffmann erfolgt im Théâtre de la Gaîté in Paris. Zur Gesangsbesetzung gehören Zulma Bouffar als Robin-Luron und Anna Judic als Cunégunde. Trotz der hohen Eintrittspreise ist die Produktion ein großer Erfolg.

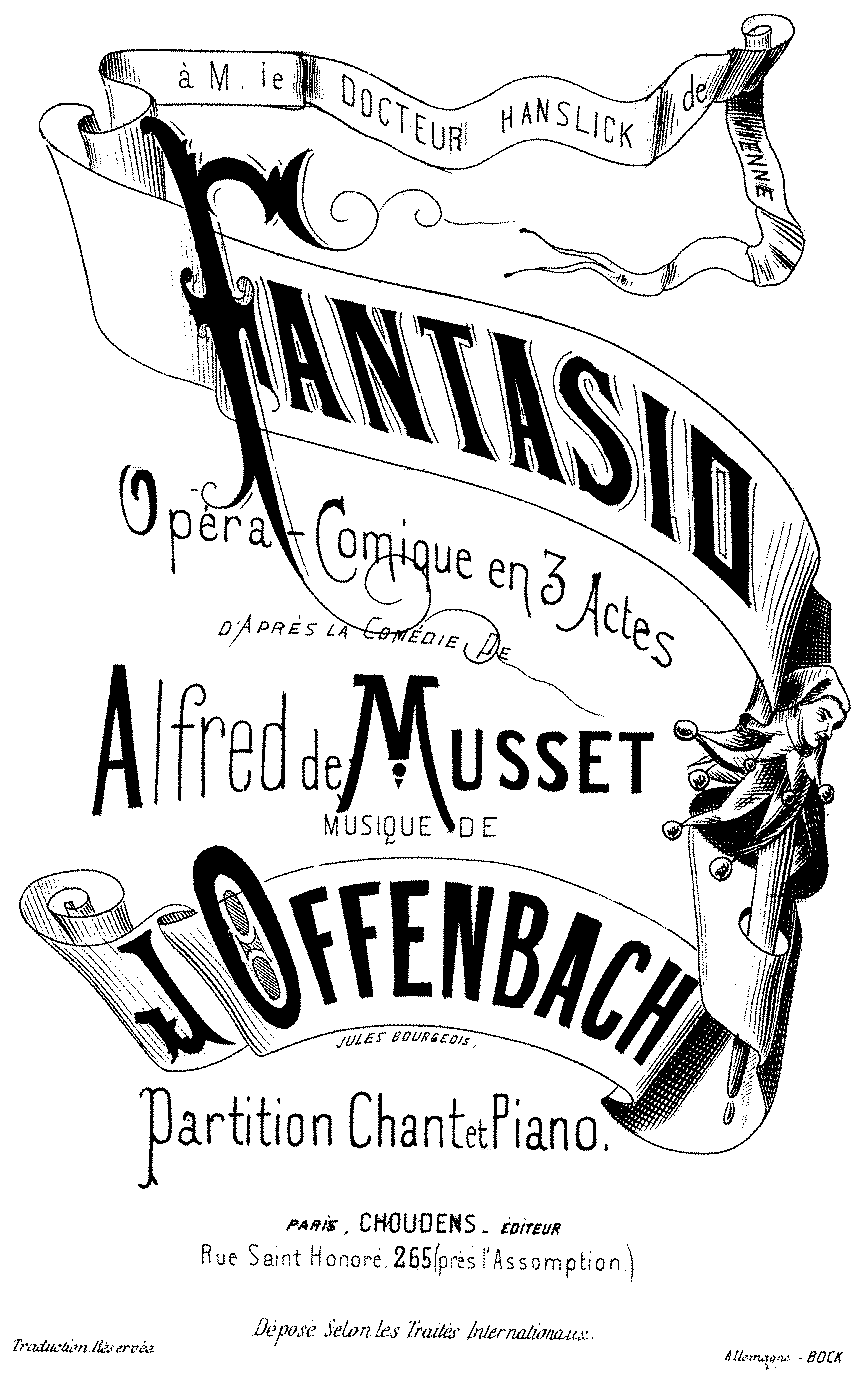
Fantasio – Titelblatt des Klavierauszugs

- 18. Januar: Die Oper Fantasio – ebenfalls von Jacques Offenbach – wird mit dem Libretto von Paul de Musset und Charles Nuitter nach Alfred de Mussets gleichnamiger Komödie in der Opéra-Comique in Paris uraufgeführt. Innerhalb von drei Tagen hat Offenbach damit zwei Uraufführungen herausgebracht. Gleich danach reist Offenbach nach Wien, um im Theater an der Wien am 21. Februar die Premiere der deutschen Fassung aufzuführen. Diese Wiener Fassung von Eduard Mauthner und Richard Genée mit dem Titel Fantasio oder Der Narr des Herzogs hat eine andere Rahmenhandlung mit anderer Musik als die Pariser Fassung. Die Titelpartie transponiert Offenbach für die Sängerin Marie Geistinger in den Sopran. Keiner der beiden Versionen ist ein Erfolg beschieden.
- 21. März: Die Uraufführung der Oper Hermione von Max Bruch findet an der Hofoper Berlin statt.
- 27. April: Die Uraufführung der Oper Gorenjski slavček [Die Nachtigall von Oberkrain] von Anton Foerster findet in Laibach statt.
- 22. Mai: Die Oper Djamileh von Georges Bizet auf das Libretto von Louis Gallet wird an der Opéra-Comique in Paris uraufgeführt. Das Libretto stammt von Louis Gallet. Als Vorlage diente ihm die Verserzählung Namouna von Alfred de Musset.
- 12. Oktober: Ludwig Anzengrubers Theaterstück Die Kreuzelschreiber hat seine Uraufführung am Theater an der Wien in Wien. Die Musik der Bauernkomödie mit Gesang stammt von Adolf Müller senior.
- 02. November: Die Uraufführung der Operette Cannebas von Franz von Suppè erfolgt am Carltheater in Wien.
- 16. November: Die Uraufführung der Operette Sol-si-ré-pif-pan von Georges Bizet findet im Château d’Eau in Paris statt.
- Modest Mussorgski vollendet die zweite Fassung seiner Oper Boris Godunow, die jedoch nicht zur Aufführung gelangt. Das Libretto verfasste der Komponist selbst nach dem gleichnamigen Drama von Alexander Puschkin.

Weitere Bühnenwerksuraufführungen
- Camille Saint-Saëns: La Princesse jaune op. 30 (Oper)
- Jules Massenet: Don Cézar de Bazan (Komische Oper in vier Akten)
- Charles Lecocq: Les Cent Vierges (Bühnenwerk)

### Vokalmusik
- 05. Juni: Die erste vollständige Aufführung des Triumphliedes von Johannes Brahms erfolgt am Großherzoglichen Hoftheater Karlsruhe im Rahmen eines großen Konzerts unter Leitung von Hermann Levi, es ist zugleich dessen Abschiedskonzert.

## Musikinstrumente
- Die Söhne des Orgelbauers John Abbey, E. et J. Abbey vollenden die Orgel der École St-Nicolas in Paris.[1]

## Geboren

### Januar bis Juni
- 04. Januar: Ottilie Sutro, US-amerikanische Pianistin († 1970)
- 05. Januar: Alfred Tostary, deutscher Sänger und Stummfilm-Regisseur († 1942)
- 06. Januar: Franz Hoffmann, österreichischer Militärkapellmeister und Komponist († 1946)

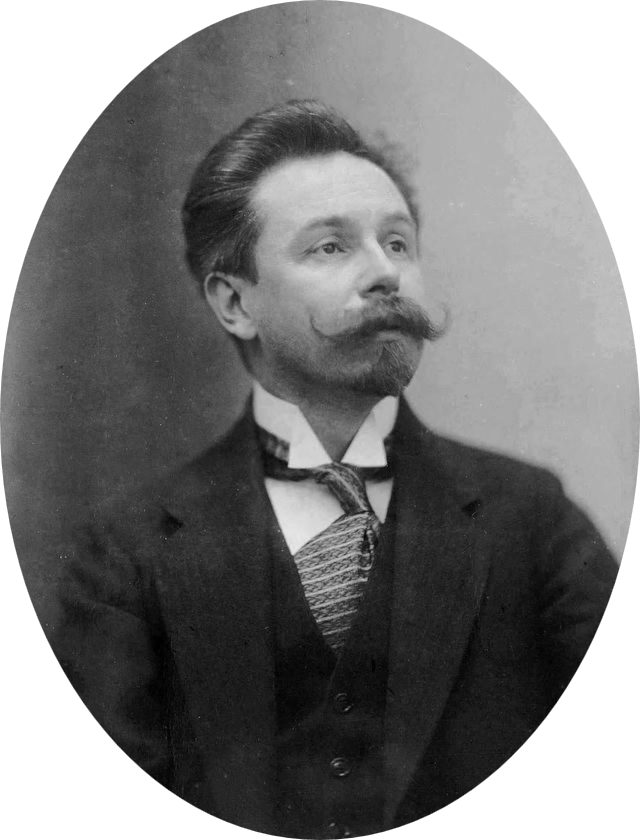
Alexander Nikolajewitsch Skrjabin; * 6. Januar

- 06. Januar: Alexander Nikolajewitsch Skrjabin, russischer Pianist und Komponist († 1915)
- 07. Januar: Anton Witek, tschechisch-deutscher Violinist, Konzertmeister und Musikpädagoge († 1933)
- 08. Januar: José Eibenschütz, deutscher Dirigent († 1952)
- 11. Januar: Paul Graener, deutscher Komponist († 1944)
- 12. Januar: Beatrice Langley, englische Geigerin († 1958)
- 13. Januar: Loránd Fráter, ungarischer Liedermacher, Politiker und Husaren-Hauptmann († 1930)
- 14. Januar: Natalie Duesberg, österreichische Konzertpianistin und Klavierlehrerin († 1936)
- 16. Januar: Henri Busser, französischer Komponist († 1973)

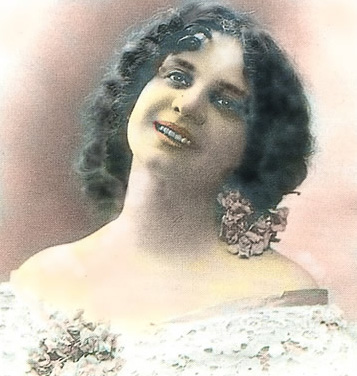
Rosina Storchio; * 19. Januar

- 19. Januar: Rosina Storchio, italienische Opernsängerin († 1945)
- 23. Januar: Martin Frey, deutscher Pianist und Klavierpädagoge († 1946)
- 23. Januar: Adelina de Lara, englische Pianistin, Komponistin und Klavierlehrerin († 1961)
- 18. Februar: Fernand Halphen, französischer Komponist († 1917)
- 26. Februar: Sophie Jaffé, russische Violinistin († unbekannt)
- 01. März: Alfred Kaiser, Komponist und Textdichter († 1917)
- 05. März: Hans Tschinkel, deutscher Germanist und Volksliedsammler († 1925)
- 07. März: Wassili Andrejewitsch Solotarjow, russischer Komponist († 1964)
- 08. März: Paul Juon, russischer Komponist († 1940)
- 10. März: Felix Borowski, anglo-amerikanischer Komponist, Musikkritiker und Musikpädagoge polnischer Herkunft († 1956)
- 10. März: Camillo Schumann, deutscher spätromantischer Komponist († 1946)
- 24. März: Édouard Nanny, französischer Kontrabassist und Komponist († 1942)
- 26. März: Richard Fellinger, deutscher Schriftsteller, Musikwissenschaftler und Dramatiker sowie Jurist († 1952)
- 29. März: Alphonse Boog, französischer Komponist, Pädagoge und Historiker († 1949)
- 30. März: Frederic Austin, englischer Opernsänger und Komponist († 1952)
- 30. März: Sergei Wassilenko, russischer Komponist und Dirigent († 1956)
- 16. April: Ion Scărlătescu, rumänischer Pianist, Komponist, Musikpädagoge und Schriftsteller († 1922)
- 21. April: Gottlieb Brandsch, siebenbürgischer evangelischer Pfarrer und Volksliedsammler († 1959)
- 23. April: Arthur Farwell, US-amerikanischer Komponist († 1952)
- 28. April: Walther Lampe, deutscher Pianist, Komponist und Hochschullehrer († 1964)
- 29. April: Eyvind Alnæs, norwegischer Komponist († 1932)
- 01. Mai: Hugo Alfvén, schwedischer Komponist und Dirigent († 1960)
- 08. Mai: Friedrich Ludwig, deutscher Musikhistoriker († 1930)
- 16. Mai: Leokadia Alexandrowna Kaschperowa, russische und sowjetische Pianistin, Komponistin und Musikpädagogin († 1940)
- 21. Mai: Gyda Christensen, norwegische Schauspielerin, Tänzerin und Choreografin († 1964)

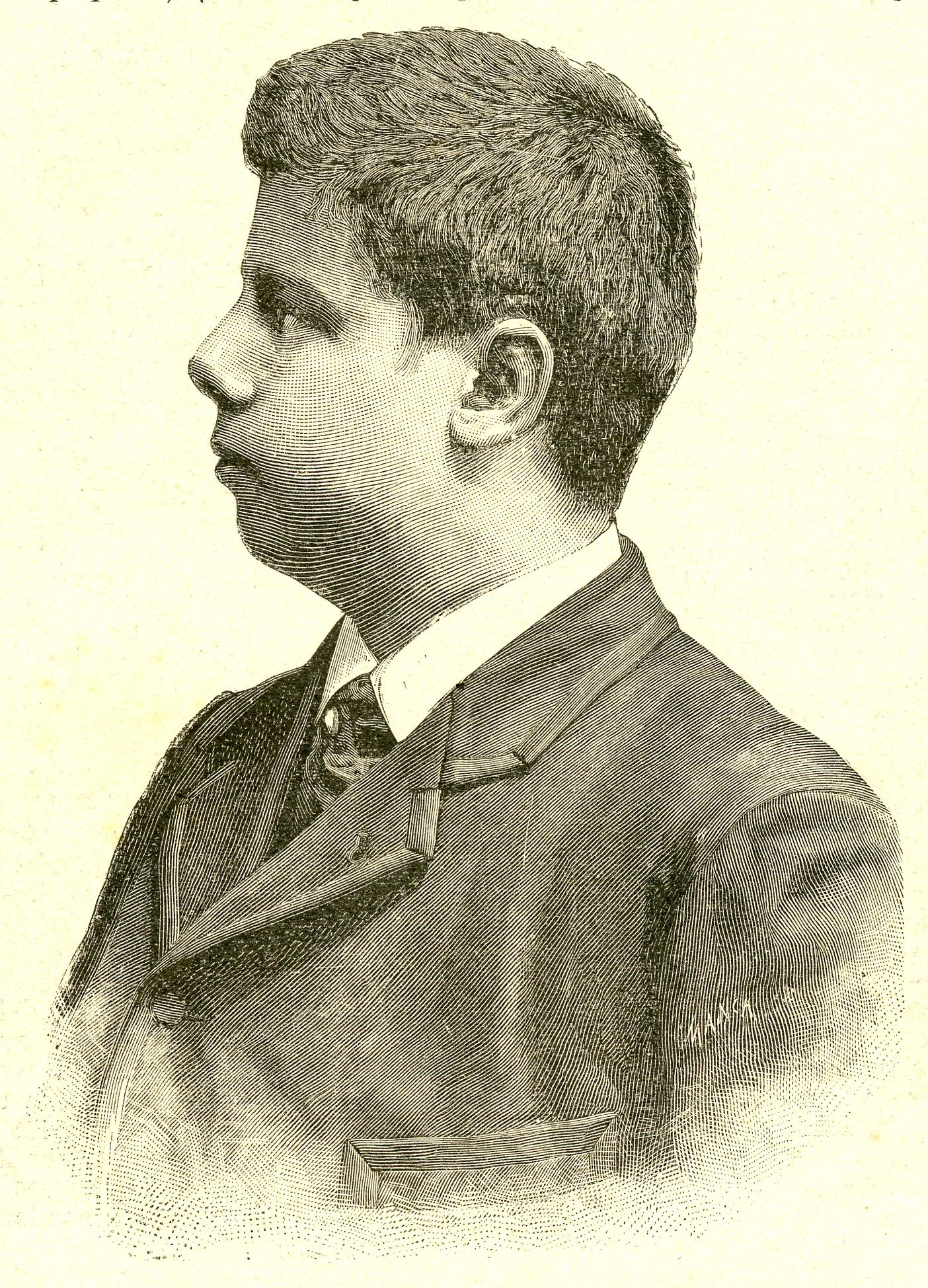
Cesare Galeotti; * 5. Juni

- 05. Juni: Cesare Galeotti, italienischer Komponist, Dirigent und Pianist († 1929)
- 07. Juni: Leonid Sobinow, russischer Opernsänger († 1934)
- 17. Juni: Mieczysław Michałowicz, polnischer Geiger und Musikpädagoge († nach 1935)
- 20. Juni: Bernhard Sekles, deutscher Komponist und Musikpädagoge († 1934)

### Juli bis Dezember
- 07. Juli: Richard Hagel, deutscher Geiger und Dirigent († 1941)

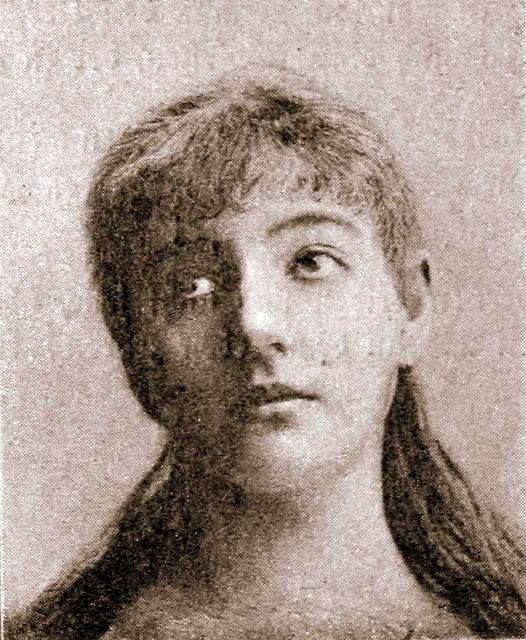
Irene Abendroth; * 14. Juli

- 14. Juli: Irene Abendroth, deutsche Kammersängerin († 1932)
- 15. Juli: Alfred Hertz, US-amerikanischer Dirigent deutscher Herkunft († 1942)
- 18. Juli: Julius Fučík, böhmischer Komponist und Kapellmeister († 1916)
- 24. Juli: Orpha-F. Deveaux, kanadischer Organist, Musiklehrer und Komponist († 1933)
- 26. Juli: Albert Bertelin, französischer Komponist († 1951)
- 08. August: Léon Saint-Réquier, französischer Komponist, Organist und Musikpädagoge († 1964)
- 15. August: Rubin Goldmark, US-amerikanischer Pianist und Komponist († 1936)
- 16. August: Siegmund von Hausegger, österreichischer Komponist und Dirigent († 1948)
- 24. August: Leo Schrattenholz, deutscher Komponist, Cellist und Musikpädagoge († 1955)
- 25. August: Louis Brisset, französischer Komponist († 1939)
- 27. August: Friedrich Braun, Schweizer Opernsänger († 1918)
- 05. September: Rafael J. Tello, mexikanischer Komponist († 1961)
- 09. September: Edward Burlingame Hill, US-amerikanischer Komponist († 1960)
- 15. September: Hans Bacmeister, deutscher Regisseur, Sänger, Dramaturg und Theaterdirektor († 1935)
- 18. September: Carl Friedberg, deutscher Pianist und Musikpädagoge († 1955)
- 21. September: Henri Delcellier, französisch-kanadischer Klarinettist, Geiger, Chorleiter und Dirigent († 1967)
- 22. September: Walter Henry Rothwell, englischer Dirigent († 1927)

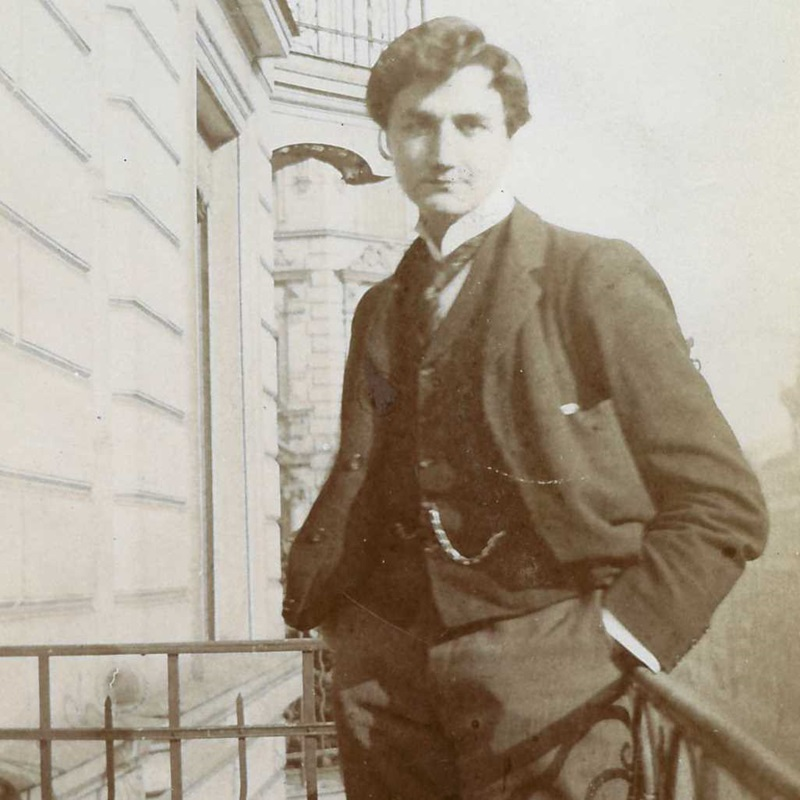
Ralph Vaughan Williams; * 12. Oktober

- 12. Oktober: Ralph Vaughan Williams, englischer Komponist und Dirigent († 1958)
- 10. November: Michail Jewsejewitsch Bukinik, russischer Cellist, Komponist, Musikpädagoge und Musikkritiker († 1947)
- 11. November: Abdul Karim Khan, indischer Sänger († 1937)
- 05. Dezember: Ewald Georg Abel, US-amerikanischer Geiger, Konzertmeister und Komponist deutscher Herkunft († 1907)
- 06. Dezember: Vinzenz Hartl, österreichischer römisch-katholischer Priester, Augustiner-Chorherr und Propst († 1944)
- 07. Dezember: Hedwig Buschmann, deutsche Konzertpianistin, Bildhauerin und Entwerferin von Reformkleidung († 1950)
- 10. Dezember: Paul Dufault, kanadischer Sänger († 1930)
- 12. Dezember: Karel Hoffmann, tschechischer Geiger und Musikpädagoge († 1936)
- 20. Dezember: Emili Karlowitsch Medtner, russischer Publizist und Literatur- und Musikkritiker († 1936)

### Genaues Geburtsdatum unbekannt
- Hugh Poynter Bell, kanadischer Musikkritiker und Komponist († 1961)
- Salvatore Cottone, italienischer Pianist und Liedbegleiter († 1958)

## Gestorben
- 14. Januar: Joseph Christoph Keßler, deutscher Pianist und Komponist (* 1800)
- 21. Januar: Adolf Nicolai, deutscher Unternehmer und Kirchenlieddichter (* 1805)
- 23. Januar: Aline Hundt, deutsche Pianistin, Klavierlehrerin, Dirigentin und Komponistin (* 1835)
- 19. März: Jan van Boom, niederländischer Komponist, Pianist und Musikpädagoge (* 1807)
- 21. März: Gustaf Andersson, schwedischer Orgelbauer und Musiker (* 1797)
- 03. April: Henriette Widerberg, schwedische Opernsängerin (* 1796)
- 30. April: Flodoard Geyer, deutscher Komponist, Musikpädagoge und Musikkritiker (* 1811)
- 17. Mai: Fryderyk Edward Sobolewski, US-amerikanischer Komponist (* 1808)
- 04. Juni: Stanisław Moniuszko, polnischer Komponist (* 1819)
- 09. Juni: Carl Wilhelm Schmidt, deutscher Klavierbauer (* 1794)

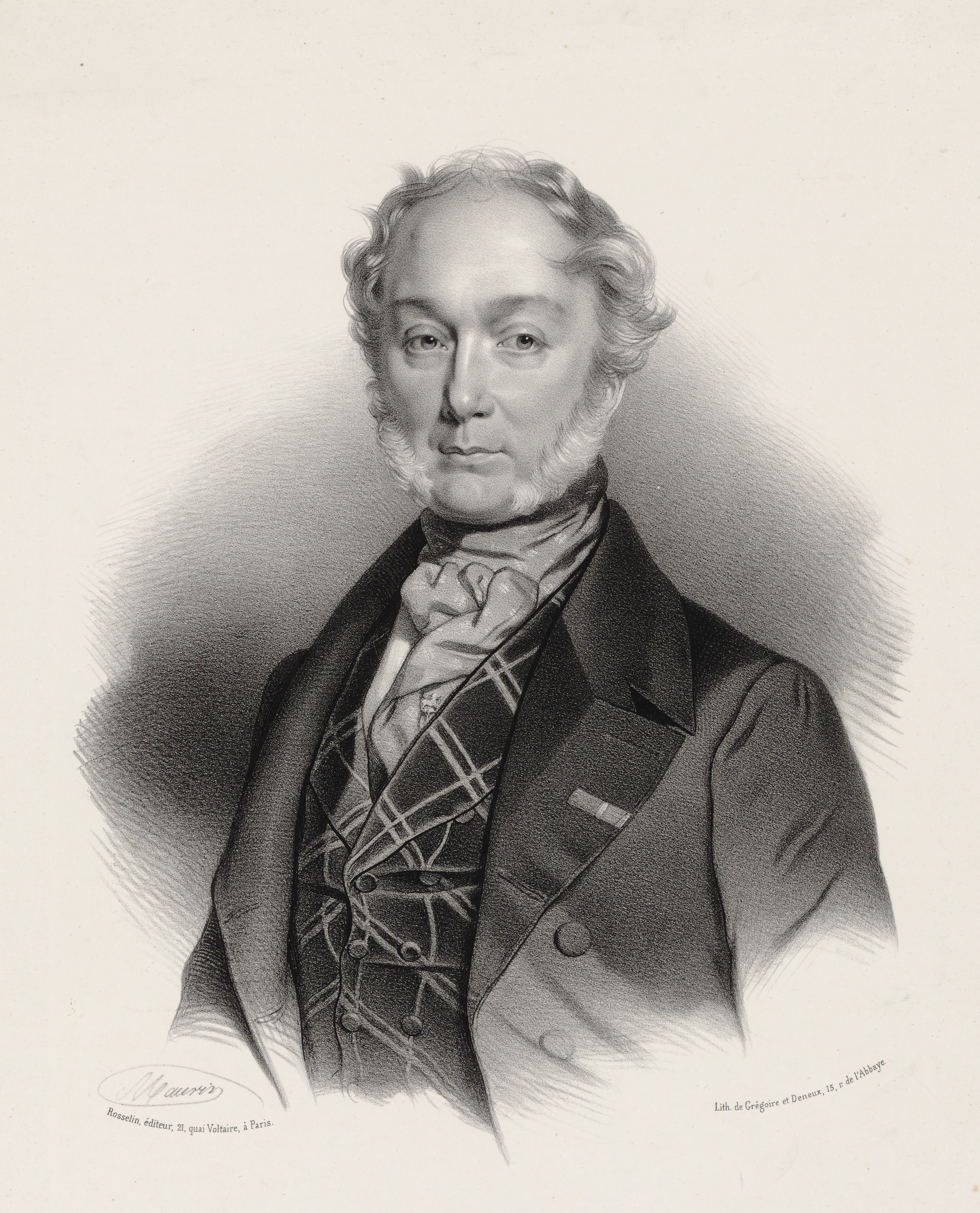
Michele Carafa; † 26. Juli

- 26. Juli: Michele Carafa, italienischer Komponist (* 1787)
- 11. August: Lowell Mason, US-amerikanischer Komponist und Musikpädagoge (* 1792)
- 19. August: Eugène Prévost, französischer Komponist und Dirigent (* 1809)
- 02. September: Juri Nikolajewitsch Golizyn, russischer Komponist (* 1823)
- 07. September: Antoni Stolpe, polnischer Komponist (* 1851)
- 23. Oktober: Bernhard Brähmig, deutscher Komponist, Musiker und Organist (* 1822)
- 21. November: Torgeir Augundsson, norwegischer Komponist (* 1801)